# Latindia dohrniana
Latindia dohrniana är en kackerlacksart som beskrevs av Henri Saussure och Leo Zehntner 1894. Latindia dohrniana ingår i släktet Latindia och familjen Polyphagidae. Inga underarter finns listade i Catalogue of Life.